# 普萊森特希爾鎮區 (阿肯色州牛頓縣)
普萊森特希爾鎮區（英語：Pleasant Hill Township）是位於美國阿肯色州牛頓縣的一個行政鎮區。

## 地方資料
普萊森特希爾鎮區的面積為189.81平方千米，當中陸地面積為189.52平方千米，而水域面積為0.29平方千米。根據2010年美國人口普查的數據，當地共有人口386人，而人口密度為每平方千米2.03人。